# The Parisian Macao
The Parisian Macao, kinesiska: 澳門巴黎人, är både ett kasino och ett hotell som ligger i Cotai i Macau i Kina. Den ägs och drivs av det kinesiska kasinoföretaget Sands China, dotterbolag till det amerikanska Las Vegas Sands. Hotellet har totalt 2 541 hotellrum medan kasinot har en spelyta på 25 270 kvadratmeter (m2). Komplexets tema är Frankrikes huvudstad Paris, på tomten så står det en replika av Eiffeltornet, dock halva den längd som originalet har på grund av att kasinot ligger för nära Macau International Airport.
Konstruktionen av kasinot inleddes i februari 2013 och var tänkt att den skulle vara klar i slutet av 2015 men stora delar av Macao drabbades av förseningar på grund av att flera infrastrukturprojekt drog ut på tiden. Den stod dock klar 2016 till en kostnad på 2,7 miljarder amerikanska dollar. Kasinot invigdes den 13 september.